# 23 tháng 8
Ngày 23 tháng 8 là ngày thứ 235 (236 trong năm nhuận) trong lịch Gregory. Còn 130 ngày trong năm.

## Sự kiện
- 476 – Sau khi phế truất hoàng đế La Mã Romulus Augustus, thủ lĩnh người Germain Odoacer được binh lính tôn là rex Italiae (Vua Ý).
- 634 – Omar bin Khattab kế vị khalip của Abu Bakar, ông là một trong các khalip hùng mạnh và có ảnh hưởng nhất.
- 1765 – Chiến tranh Xiêm–Miến bắt đầu khi hai vạn tinh binh Konbaung xuôi dòng sông Wang xâm chiếm Ayutthaya.
- 1866 – Chiến tranh Áo–Phổ kết thúc bằng Hòa ước Praha, theo đó Bang liên Đức tan rã, Áo bị mất vị thế trong các quốc gia Đức.
- 1939 – Liên Xô và Đức Quốc xã ký kết Hiệp ước không xâm lược lẫn nhau, trong đó bao gồm việc phân chia ảnh hưởng tại Đông Âu.
- 1944 – Chiến tranh thế giới thứ hai: Quốc vương Romania Mihai I giải tán chính phủ thân Đức Quốc xã, Romania chuyển từ phe Trục sang phe Đồng Minh, bắt đầu cuộc khởi nghĩa tháng 8.
- 1958 – Quân Giải phóng Nhân dân Trung Quốc bắt đầu pháo kích Kim Môn, khởi đầu Khủng hoảng eo biển Đài Loan lần 2.
- 1989 – Khoảng hai triệu người cùng nắm tay tạo thành một chuỗi qua Latvia, Litva và Estonia, biểu thị mong muốn độc lập khỏi Liên Xô.
- 2005 – Tổng thống Turkmenistan Saparmurat Niyazov ra lệnh cấm hát nhép tại các sự kiện văn hoá và cho rằng hát nhép sẽ "ảnh hưởng tiêu cực tới việc phát triển nghệ thuật âm nhạc và ca hát" tại quốc gia Trung Á.

## Sinh
- 1824 – Nguyễn Phúc Miên Liêu, tước phong Quỳ Châu Quận công, hoàng tử con vua Minh Mạng (m. 1881).
- 1978 – Kobe Bryant (m. 2020).
- 1991 - GiGi Hương Giang, nữ ca sĩ người Việt Nam
- 1993 – Seo Hye-lin, thành viên nhóm nhạc nữ EXID, Hàn Quốc.
- 2000 – Trần Tiểu Vy, Hoa hậu Việt Nam 2018

## Mất
- 234 – Gia Cát Lượng, nhà quân sự cuối thời Đông Hán, đầu thời Tam Quốc (s. 181) qua đời vì bệnh tại Gò Ngũ Trượng
- 1363 – Trần Hữu Lượng, Hoàng đế Đại Hán bị quân của Chu Nguyên Chương (sau này là Minh Thái Tổ) giết chết ở hồ Bà Dương.
- 1750 – Trần Thị Xạ, cung tần của chúa Nguyễn Phúc Khoát (s. 1716).
- 1907 – Đào Tấn, nhà soạn tuồng, ông tổ hát bội Việt Nam (s. 1845).

## Những ngày lễ và kỷ niệm
- Ngày Âu Châu tưởng niệm các nạn nhân của chủ nghĩa Stalin và chủ nghĩa Quốc xã.
- Ngày Quốc kỳ tại Ucraina (từ năm 2004).
- Kỷ niệm Khởi nghĩa tháng 8 năm 1944 tại Romania.